# Arrasar e salgar
Denomina-se arrasar e salgar a pena cumulada a determinados crimes durante grande parte do Antigo Regime português,  tendo sido ocasionalmente aplicada também nas colônias sob domínio daquela metrópole. A pena consistia em destruir a casa na qual morou o apenado, salgando, logo em seguida, o terreno, para que lá não nascesse qualquer erva, pela perpetuidade. Era comum, também, que se erigisse um marco de pedra ou alvenaria no local da habitação demolida, de modo a conservar a infâmia do condenado. A pena de arrasar e salgar se aplicava a crimes considerados particularmente graves, com consequências que transcendiam o indivíduo, tais como traição à coroa e casos notórios de heresia. Em todo o caso, a pena era sempre precedida da execução do condenado. 
Casos notórios de aplicação da pena de arrasar e salgar incluem os Távoras e o Tiradentes.